# Флоріан (кав'ярня)
«Флоріан» (італ. Caffè Florian) — кав'ярня у Венеції, що розташована на площі святого Марка, 29. «Флоріан» вважається найстарішою кав'ярнею Італії і є одним із символів Венеції, а також претендує на звання найстарішої кав'ярні в світі.

## Історія
Кав'ярню було відкрито Флоріано Франческоні 29 грудня 1720 року під назвою Alla Venezia Trionfante. Але відвідувачі називали кав'ярню по імені її господаря — «Флоріан». Це була перша кав'ярня у Венеції, яку могли відвідувати не тільки чоловіки, але й жінки.
У 1760 році в кав'ярні відкрили пункт продажу найпершої венційської газети — «Гадзетта Венета», яка виходила двічі на тиждень і друкувала інформацію про міські події, а також театральні програми, розклад святкових заходів тощо.
Після включення Венеції до складу Австрійської імперії кав'ярня «Флоріан» стала місцем зібрань для італійських патріотів — там збиралися противники Габсбургів, в той час як представники австрійської адміністрації і офіцери австрійських полків збиралися в кав'ярні «Квадрі» (італ. Quadri), що розташовувалась навпроти, з протилежного боку площі святого Марка. Звичка збиратися в цьому кафе до австрійських окупантів перейшла від французьких: в «Квадрі» любили збиратися ще офіцери наполеонівської Франції, яка правила Венецією до 1815 року.

## Інтер'єр
З переходом кав'ярні до нового власника в 1858 році вона набула сьогоднішнього вигляду:
- Зал великих людей (італ. Sala degli Uomini Illustri) був прикрашений картинами Джуліо Карліні, які зображують десять знаменитих венеційців: драматурга Карло Гольдоні, мандрівника Марко Поло, художника Тиціана, дожів Енріко Дандоло, Франческо Морозіні і П'єтро Орсеоло, архітектора Андреа Палладіо, композитора Бенедетто Марчелло, вченого Паоло Сарпі і адмірала Вітторіо Пізані.

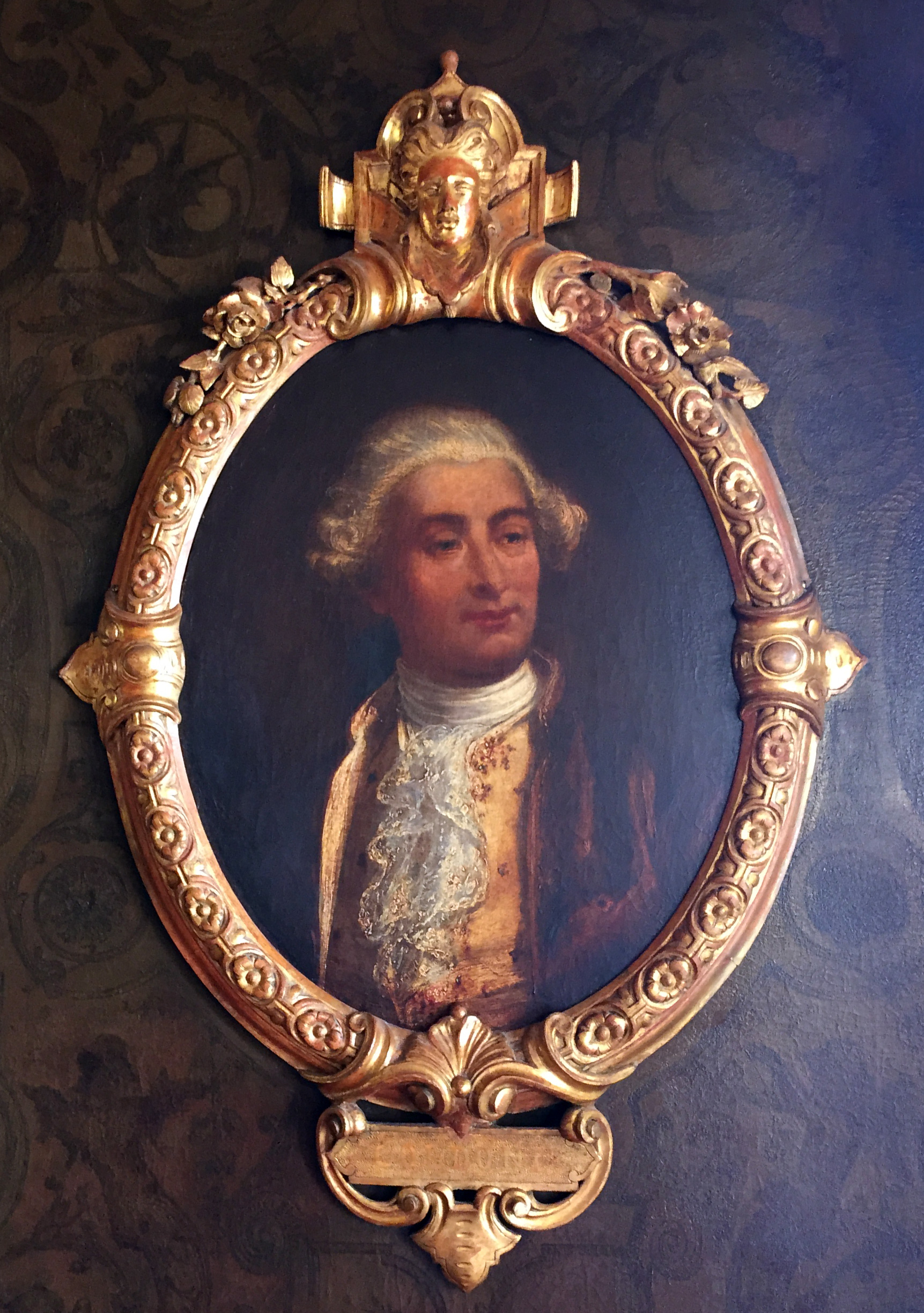
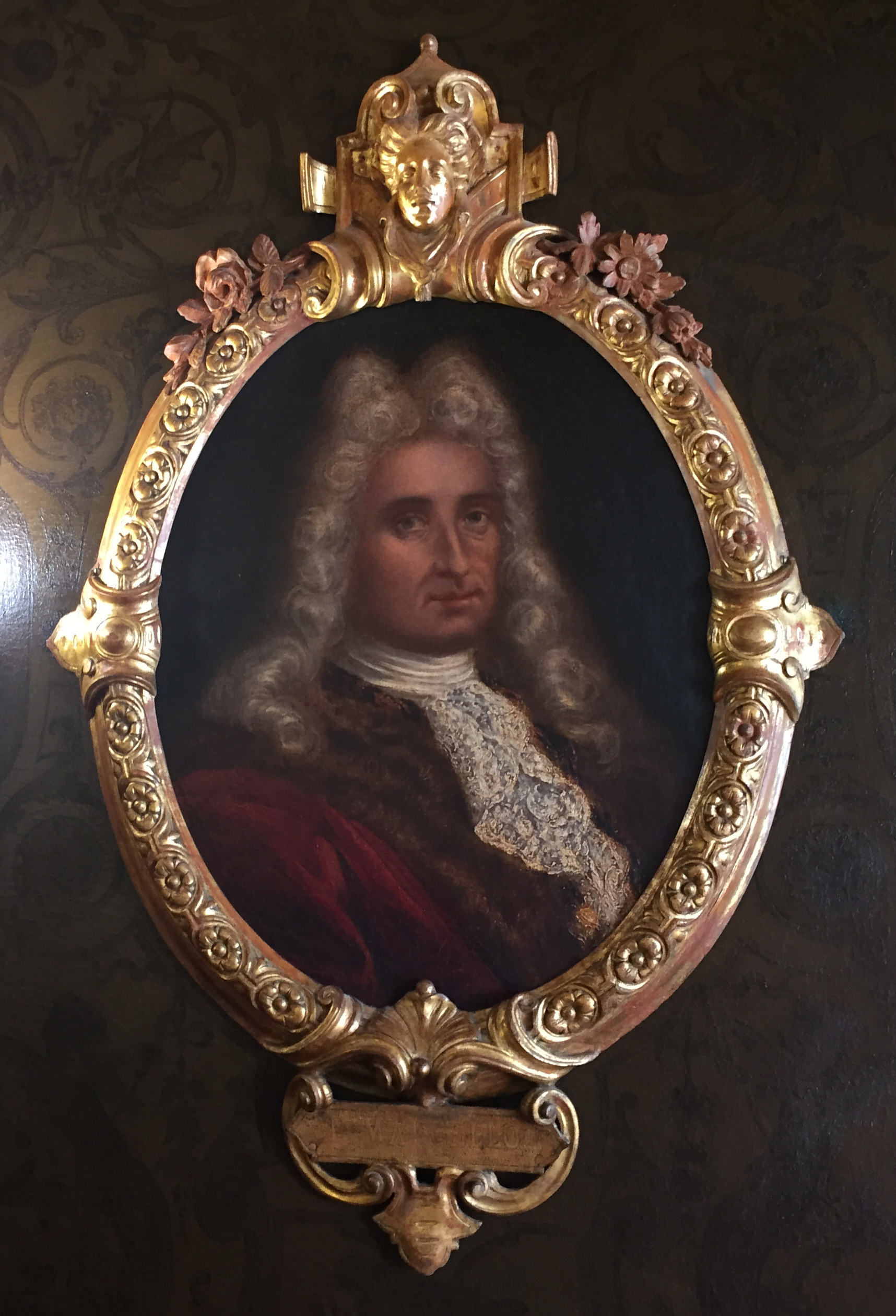
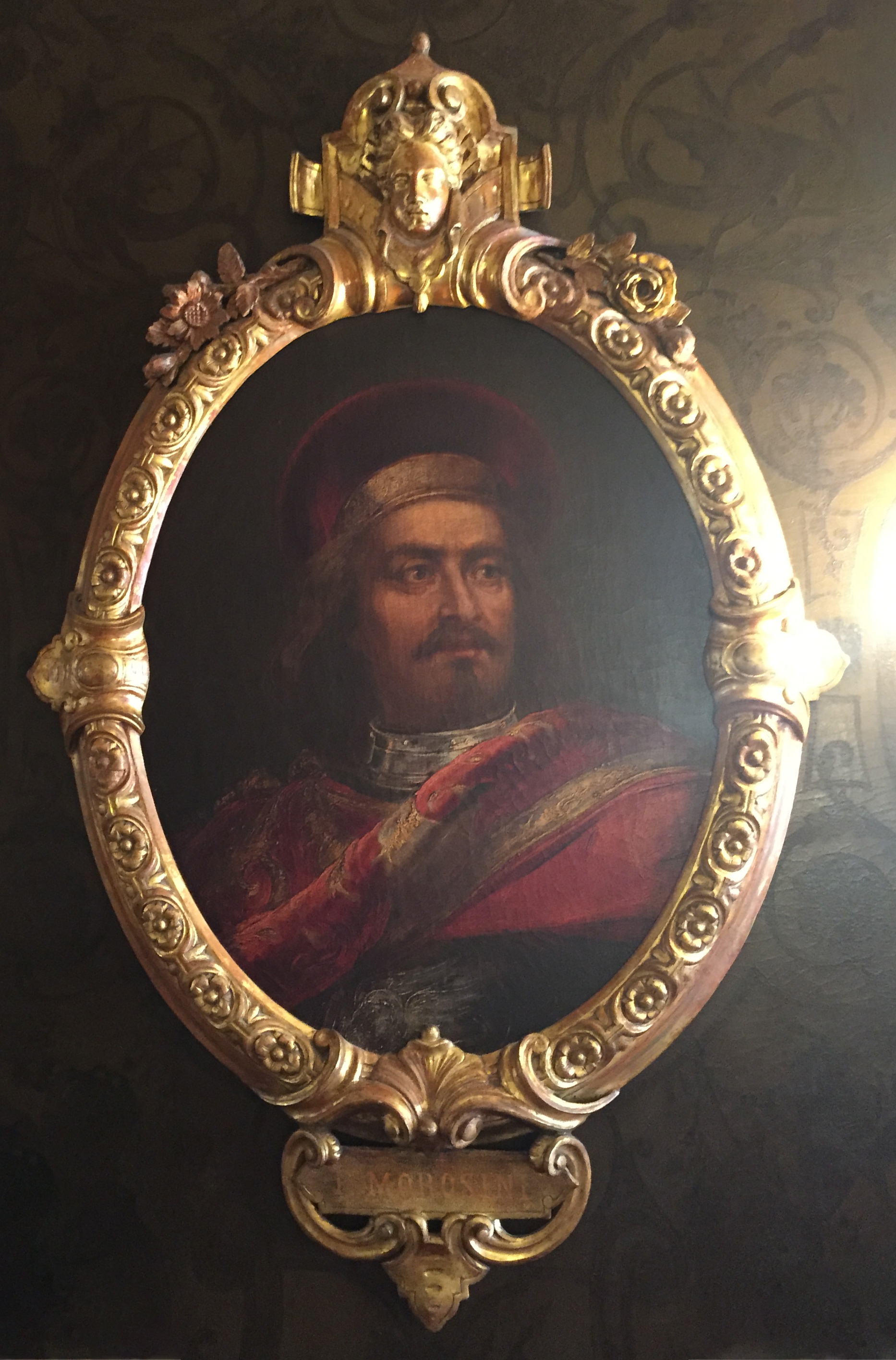
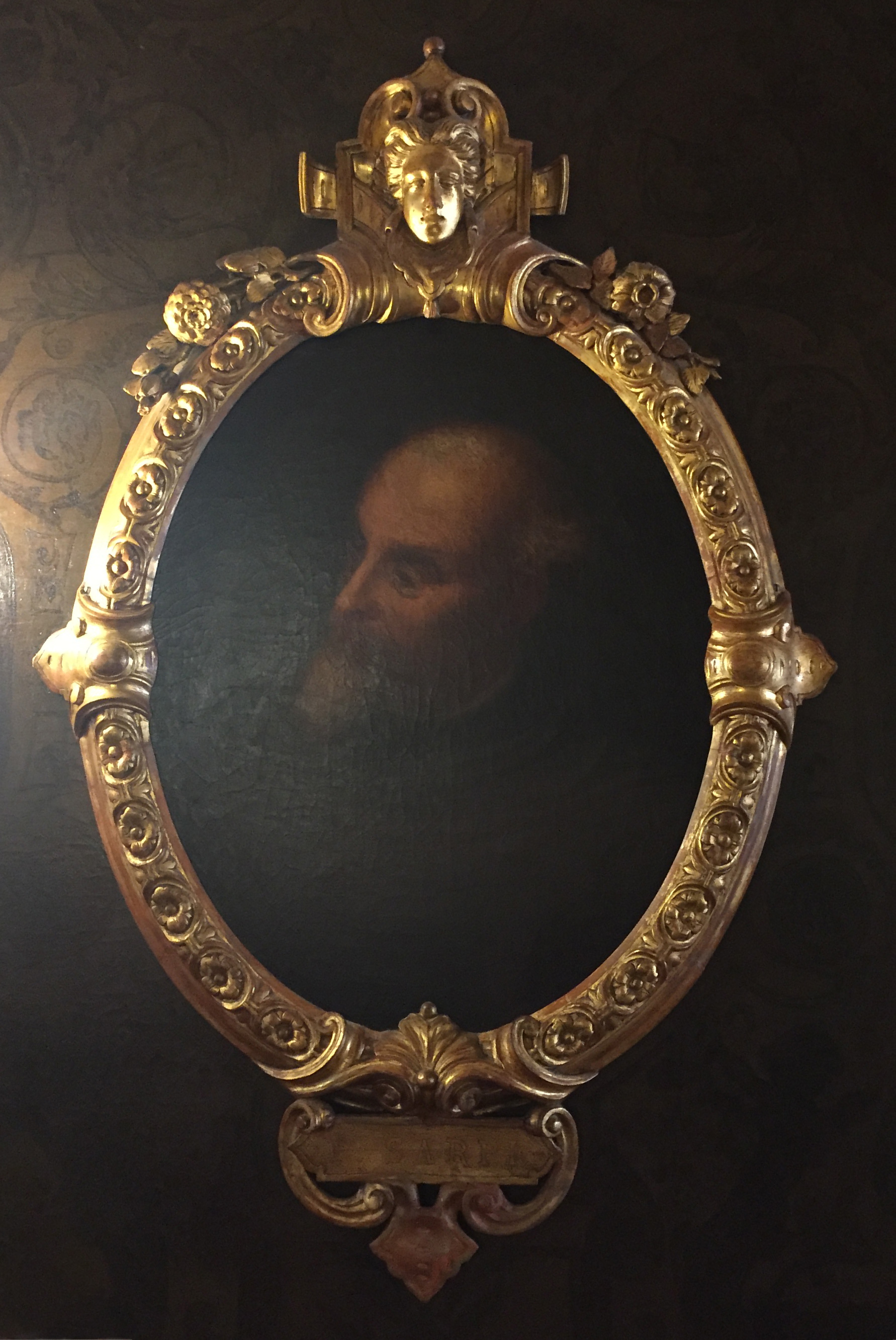
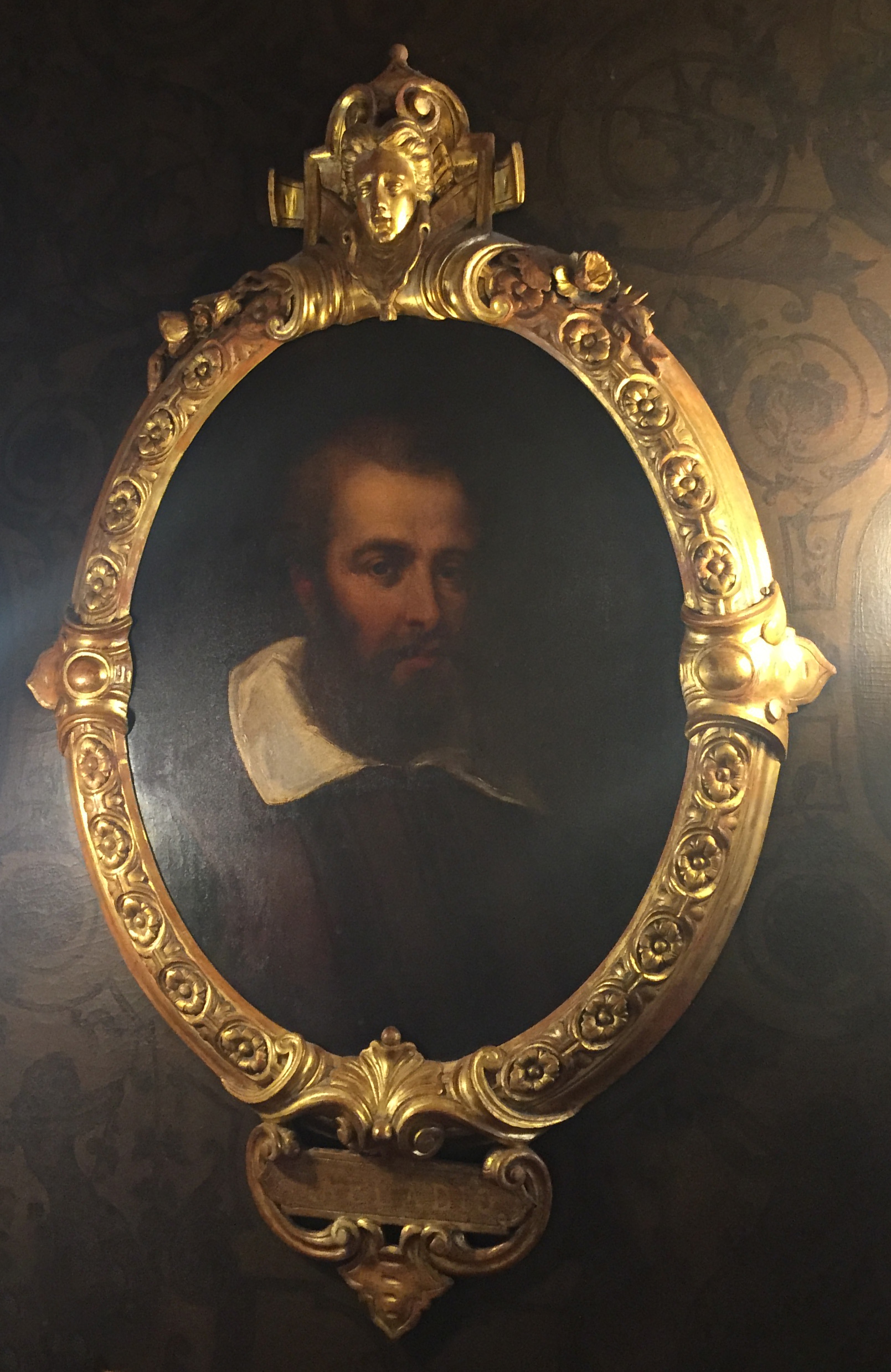
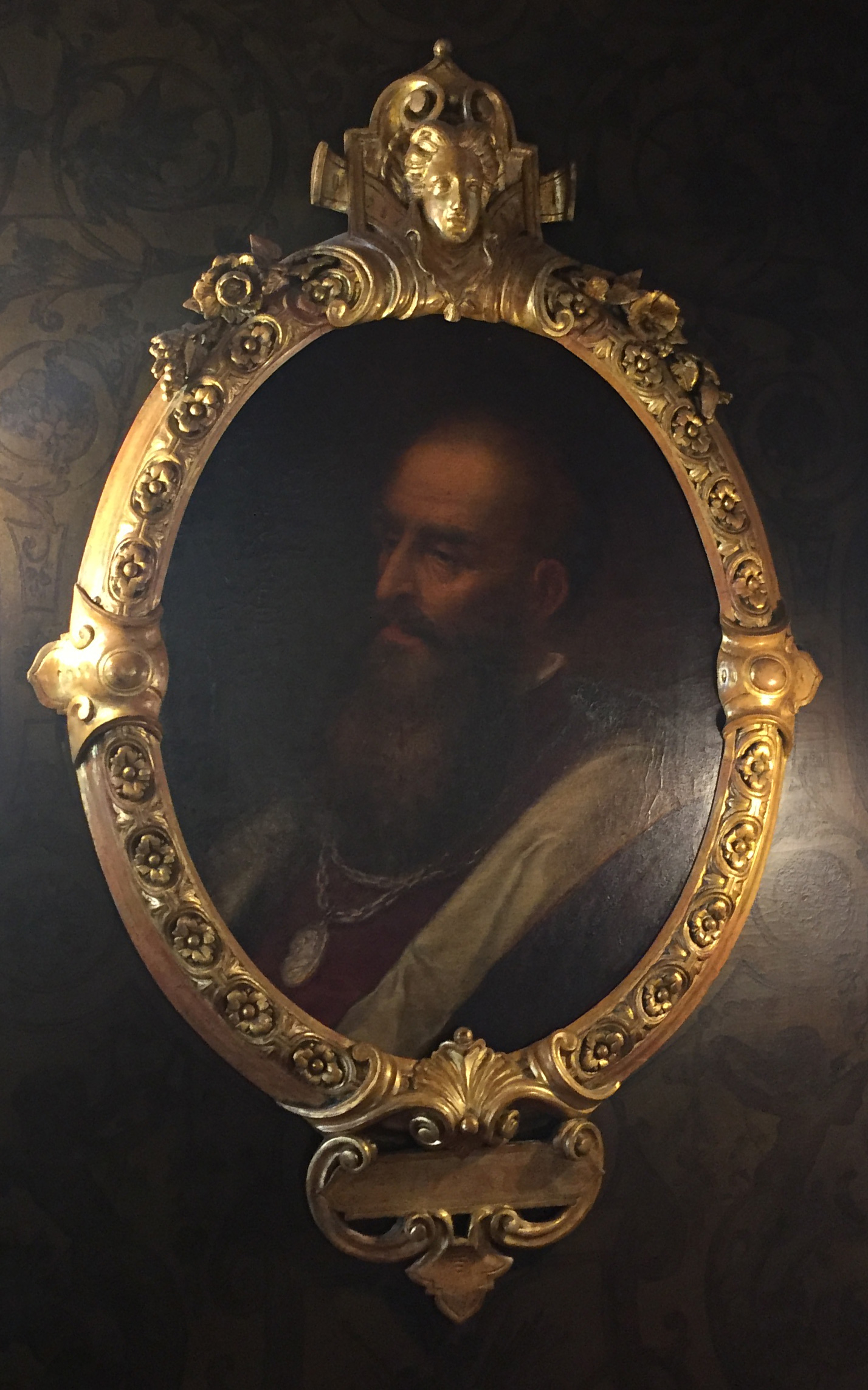
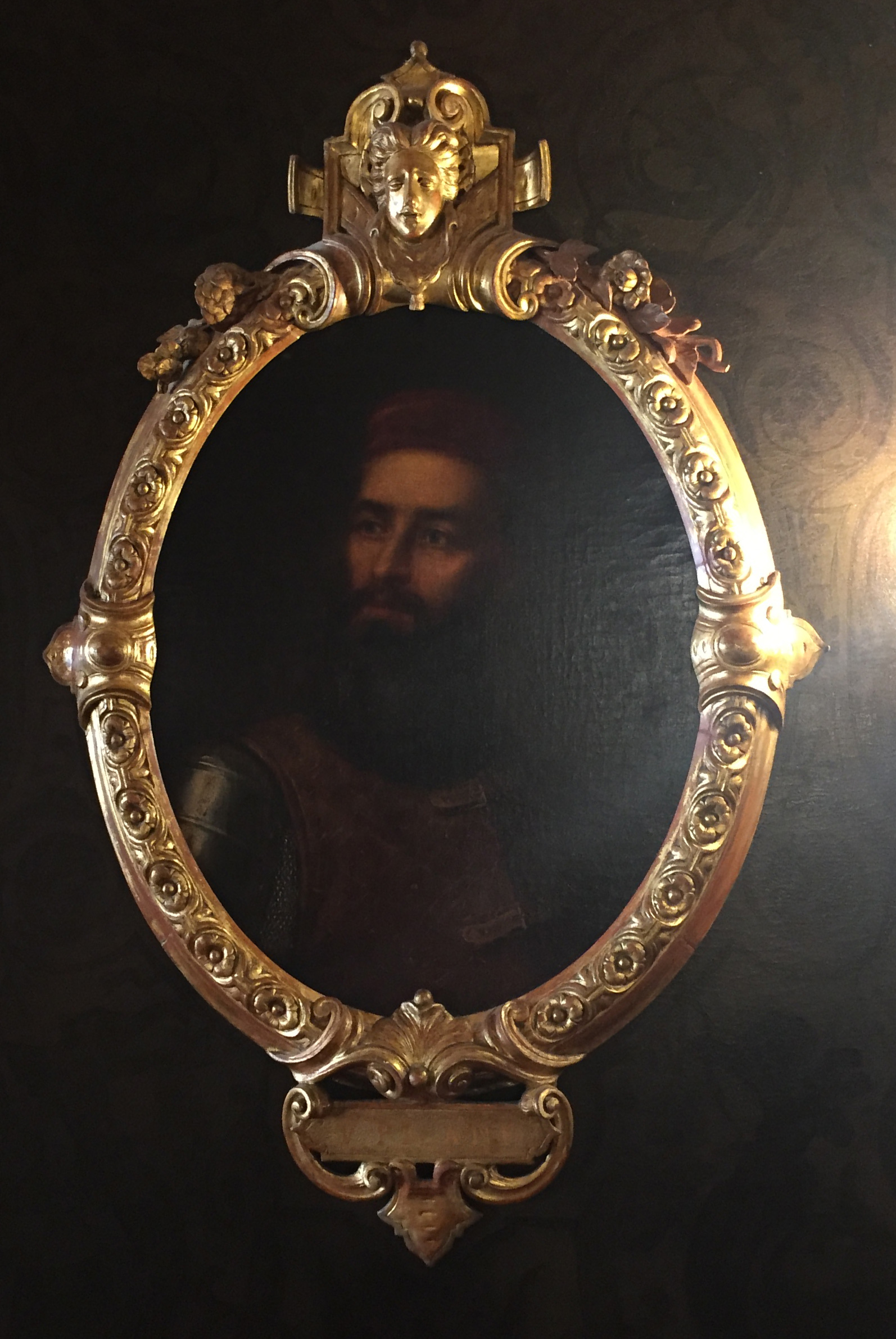
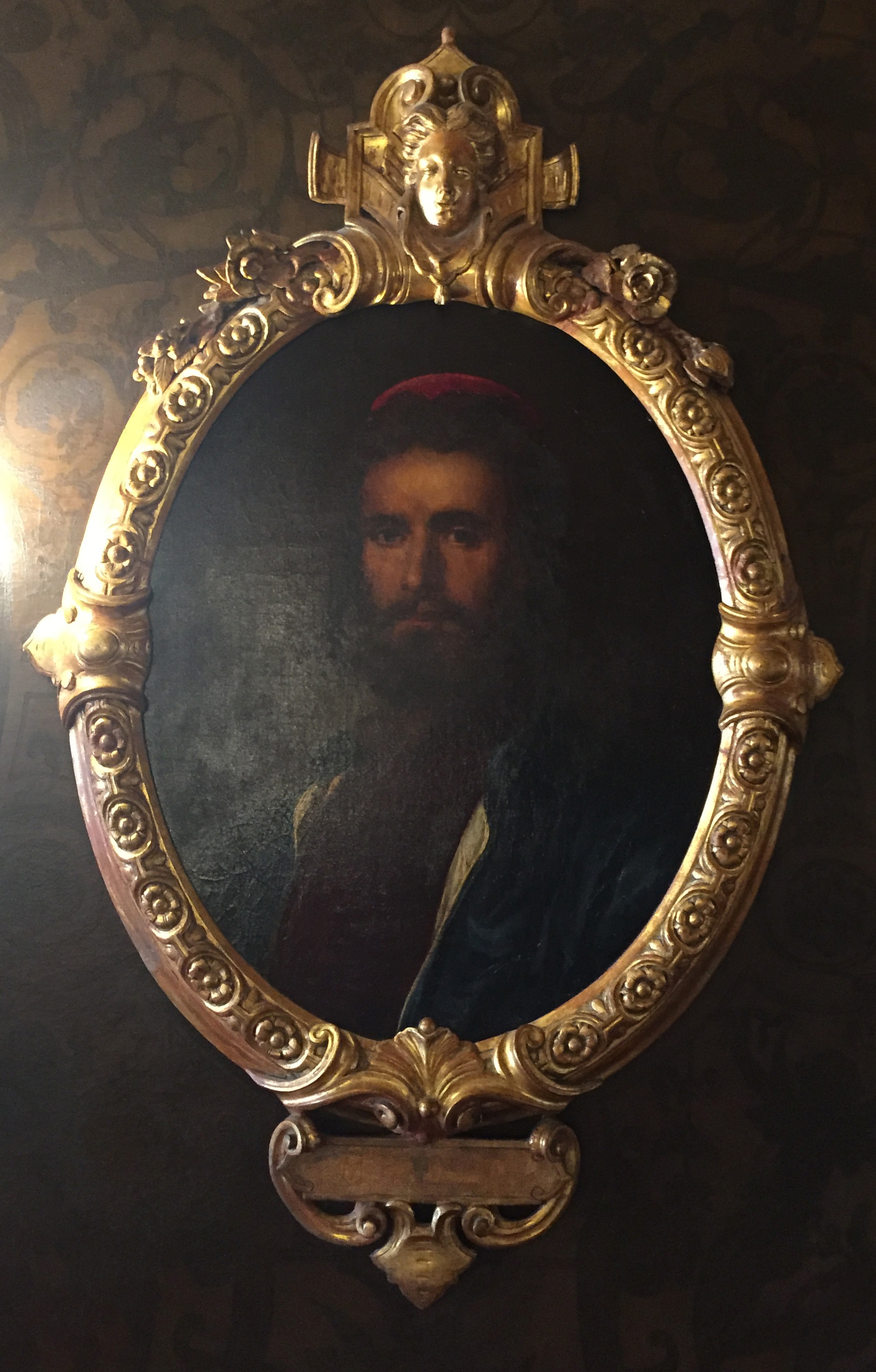
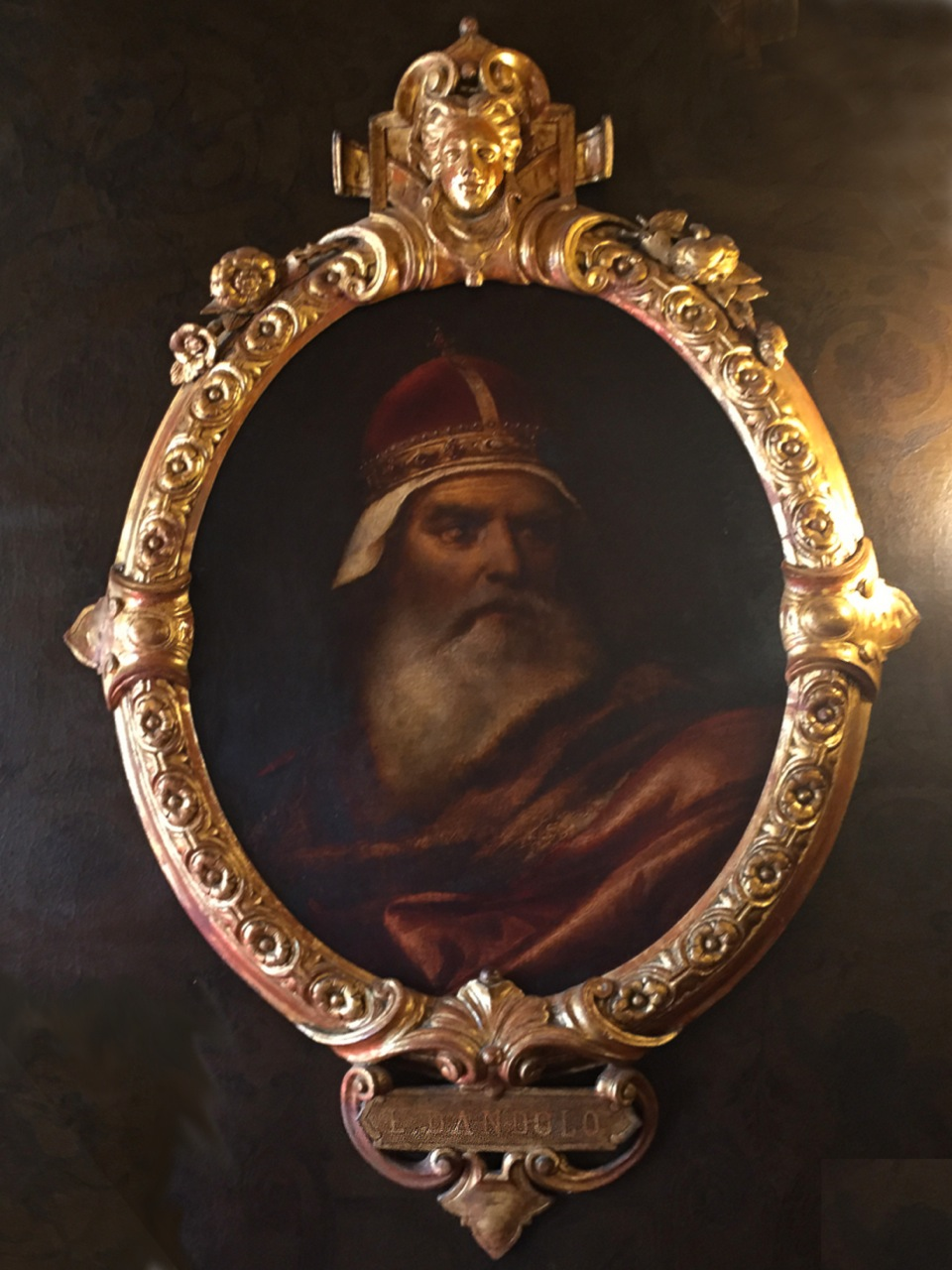
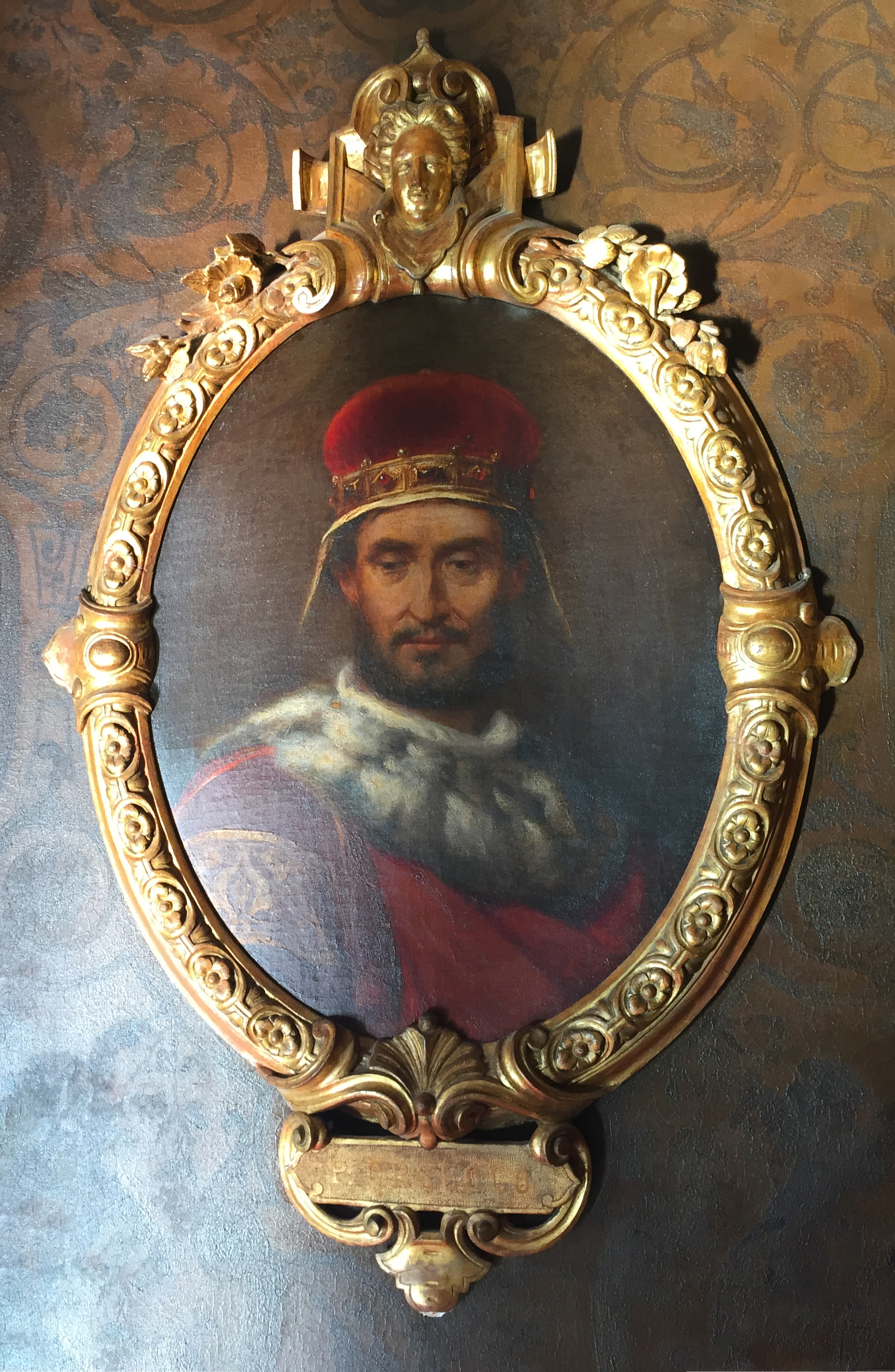

- Зал сенату (італ. Sala del Senato) прикрашений картинами Каса на тему «Прогрес і Цивілізація наставляють народи».
- У китайському залі (італ. Sala Cinese) і залі Сходу (італ. Sala Orientale) Пашуті зобразив пари коханців і екзотичних красунь.
- Для залу пір року (італ. Sala delle Stagioni) також відомого як зал дзеркал (італ. Sale degli Specchi Рота зобразив жіночі фігури, що уособлюють чотири пори року.
- На початку XX століття був доданий зал Свободи (італ. Sala Liberty) прикрашений дзеркалами і оброблений деревом.

## Знамениті відвідувачі
У кав'ярні бували Гете, Байрон, Казанова, Руссо, Діккенс, Пруст, Модільяні, Хемінгуей, Стравинський, Бродський.

## Ціни
Кав'ярня «Флоріан» відома дуже високими цінами і наводиться як приклад «економіки вражень» (англ. experience economy).

## В культурі
Кав'ярня є популярною кіно-локацією, зокрема в кіновиробників Голлівуду: так, її відвідували Кетрін Гепберн у стрічці 1955 року «Літо» та Метт Деймон у фільмі Ентоні Мінгелли «Талановитий містер Ріплі» (1999).
Про кав'ярню написала українська письменниця Надійка Гербіш в своєму авторському путівнику Венецією.

## Галерея

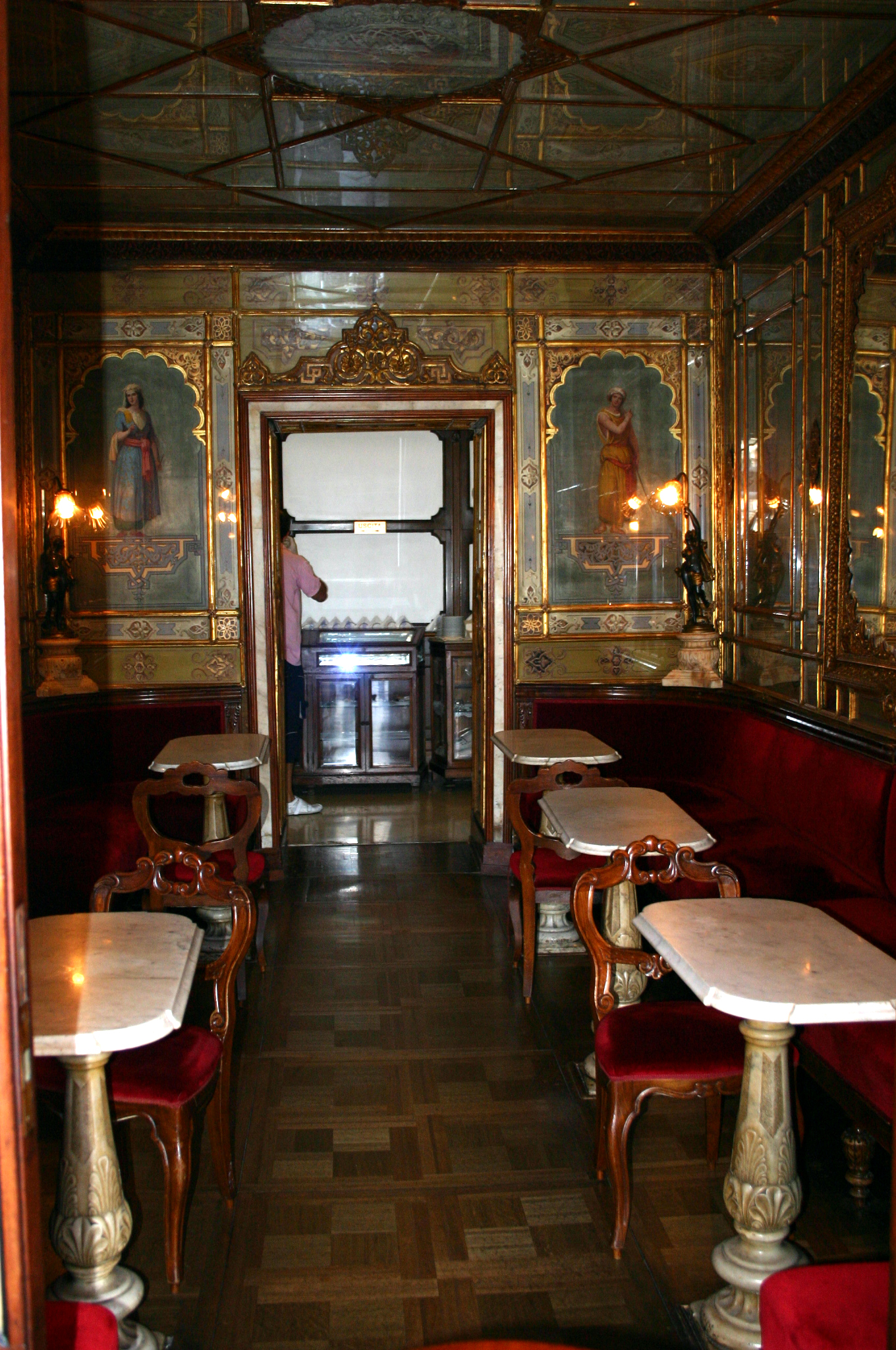
Бістро
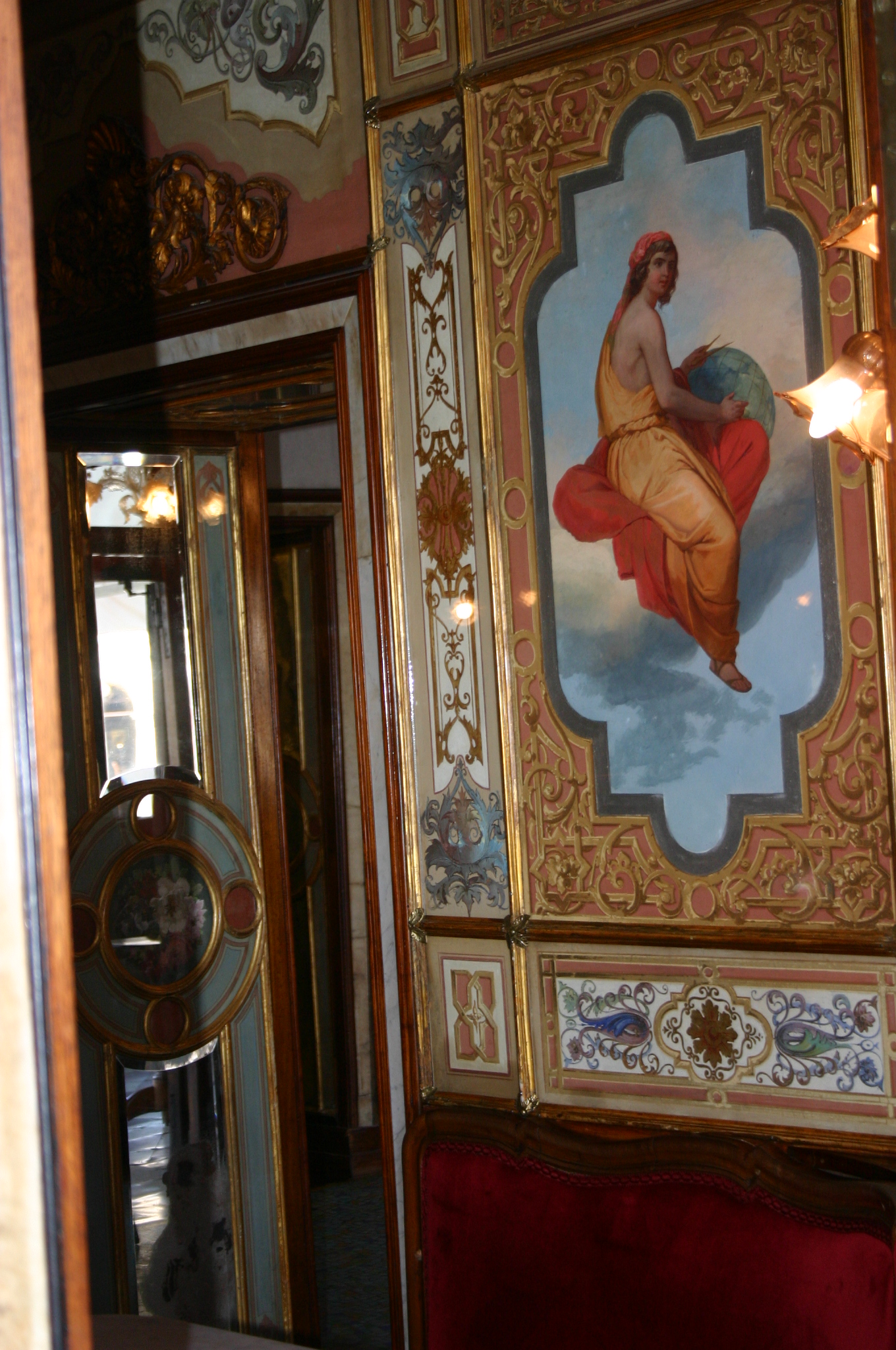
Бістро
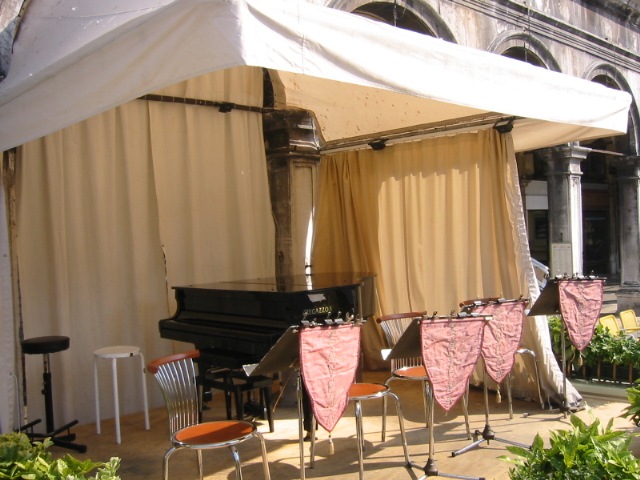
Шатро оркестру, що грає на літній відкритому майданчику кав'ярні
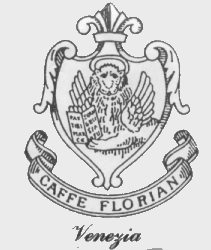
Емблема кав'ярні Флоріан